# توراندوت
توراندوت (بالإيطالية: Turandot)‏ هي أوبرا من ثلاثة فصول من تأليف جياكومو بوتشيني، وأكملها فرانكو ألفانو، ووضعت بنصّ ليبريتو بالإيطالية بقلم جوسيبي أدامي وريناتو سيموني.
اهتم بوتشيني بالموضوع في البداية بعد قراءته لاقتباس فريدريش شيلر للمسرحية عام 1801، إلا عمله يتبع أكثر النص السابق من تأليف الكونت كارلو غوزي. وتستند القصة الأصلية على إحدى القصص السبعة في ملحمة هفت بيكر (الجميلات السبع)، من أعمال الشاعر الفارسي نظامي الكنجوي في القرن الثاني عشر. قام نظامي بصفّ القصص السبعة مع أيام الأسبوع السبعة، والألوان السبعة والكواكب السبعة. هذه القصة الخاصة هي قصة يوم الاثنين ("يوم القمر")، التي رويت على مسامع الملك بهرام من قبل رفيقه في القبة الحمراء. في السطر الأول من هذه القصة، يتم تعريف بطل الرواية بأنها أميرة روسية. ويستند اسم الأوبرا على طوران دخت (ابنة طوران)، وهو الاسم الشائع المستخدم في الشعر الفارسي لأميرات آسيا الوسطى.
تدور أحداث نسخة الأوبرا من القصة في الصين، وتشمل شخصياتها الأمير كالاف الذي يقع في حب الأميرة توراندوت التي تعامله ببرود. ولكي ينال الأمير الإذن للزواج منها، عليه أن يحل ثلاثة أحاجي؛ وأي إجابة خاطئة تكون نتيجتها الموت. ينجح كالاف في الاختبار، ولكن توراندوت ظلت رافضة الزواج منه. ثم يقدم لها حلا: إذا عرفت اسمه قبل فجر اليوم التالي، فسيموت عند الفجر. في القصة الأصلية بقلم نظامي، فإن الأميرة تضع أربعة شروط. الأول هو "اسم طيب وفعل طيب"، ثم التحديات الثلاثة.
لم ينتهي بوتشيني من الأوبرا حيث توفي في عام 1924، وأكملها فرانكو ألفانو في عام 1926. وقد عرض أول أداء في مسرح تياترو ألا سكالا في ميلانو في 25 أبريل 1926 وقاد الأوركسترا أرتورو توسكانيني. تضمن هذا الأداء موسيقى بوتشيني فقط وليس إضافات ألفانو. أول أداء للأوبرا يضم تكملة ألفانو كان في الليلة التالية، 26 أبريل، رغم جدل المؤرخين عما إذا قاد توسكانيني الأوركسترا مرة أخرى أو تولى الأمر إيتوري بانيتزا.